# Paolo Pellicano
Paolo Pellicano (Reggio Calabria, 1º marzo 1813 – Reggio Calabria, 16 marzo 1886) è stato un presbitero e patriota italiano.

## Biografia
Figlio di Pietro e di Lucrezia Spanò apparteneva ad una famiglia gentilizia ed ebbe tra i suoi avi, dal lato materno, il generale Agamennone Spanò, comandante nel 1799 la guardia repubblicana e che, alla caduta della Repubblica Napoletana, fu condannato a morte.
Dall'età di 7 anni allievo presso il Collegio Reale prese nel maggio 1836, su consiglio del padre e di monsignor Leone Ciampa, gli ordini sacri e si recò a Napoli per completare la propria educazione. In questa città seguì le lezioni del Puoti (per la parte letteraria) e di don Giuseppe Romano per il diritto canonico.
Iniziato il suo ministero nella chiesa di Santa Maria delle Grazie a Napoli ritornò in seguito nella sua città natale, in cui infuriava un'epidemia di colera, e fu, benché ancora giovanissimo, nominato parroco della chiesa di San Giorgio extra moenia (fuori le mura), successivamente fu destinato alla parrocchia di Santa Lucia. Nel 1845 si laureò in diritto civile e canonico a Messina e fu, poco tempo dopo, nominato canonico dal capitolo metropolitano. Amante della letteratura e socio di svariate accademia letterarie e scientifiche fu tra i fondatori del periodico reggino Fata Morgana, rivista che a causa dei divieti di polizia dovette sospendere le pubblicazioni nel 1839 e nel 40 per poi cessarle definitivamente nel 1844; partecipò inoltre al "Congresso degli Scienziati" tenutosi a Napoli nel 1845.
Durante la sua attività di parroco di Santa Lucia venne a contatto con i liberali reggini che ne apprezzarono le doti oratorie al punto di considerarlo il loro capo spirituale. Iscrittosi alla Giovine Italia nel 1841 nel '47 fu tra gli organizzatori, insieme ai fratelli Antonino e Agostino Plutino, a Domenico Romeo e a Casimiro De Lieto del moto del 2 settembre, che si prefiggeva di far insorgere Reggio e Messina; allo scoppio della rivolta il Pellicano fu nominato con voto unanime presidente della "Giunta provvisoria di governo". Dopo che l'insurrezione fu domata dalla reazione borbonica (già il 4 settembre le truppe regie sbarcavano) il Pellicano, presentatosi spontaneamente, venne condannato a morte da una Commissione militare, condanna commutata per grazie reale (dato il suo stato clericale) in ergastolo. Inviato al bagno penale di Nisida vi rimase per quattro mesi, fino all'amnistia concessa da Ferdinando II nel 1848. Nello stesso anno, dopo la concessione della Costituzione, inizio a predicare presso la basilica dello Spirito Santo di Napoli conquistando grande popolarità; fu quindi chiamato dal Poerio, ministro dell'istruzione, a far parte della Commissione incaricata di redigere un progetto di riforma dell'istruzione pubblica, quindi venne poi dal presidente del consiglio Carlo Troya nominato coadiutore del Ministro Segretario di stato degli affari Ecclesiastici. Durante il mese di maggio, preparandosi la reazione contro il governo costituzionale, il Pellicano fu attirato nella chiesa del Gesù Nuovo dove gli venne teso un agguato da parte di soldati di marina che gli infersero venti colpi di baionetta. Lasciato dai soldati per morto sopravvisse ma ritornò a Reggio dove, dopo la sospensione della costituzione, venne costantemente sorvegliato dalla polizia e gli fu imposto di vivere nel villaggio montano di Terreti. Prima di lasciare Napoli si recò a Gaeta ad informare il Papa sulla situazione napoletana.
Dopo il 1860 si dedicò all'istruzione del popolo, venendo nominato direttore dell'istituto tecnico e, nel 1864, direttore spirituale del Convitto Campanella. Prima di spirare volle venir rivestito con l'abito che indossava durante l'attentato del 1848 e quindi anche con il panciotto forato dalle baionette borboniche.

## Opere
- Paolo Pellicano, Memorie della mia vita, Napoli, Stab. tip. di V. Morano, 1887.
- Paolo Pellicano, Ricordi intorno al movimento politico di Reggio nell'anno 1847, Napoli, Stab. tip. di V. Morano, 1879. ( Leggi su Wikisource)
- Paolo Pellicano, In morte di Vittorio Emanuele Re d'Italia : Parole del canonico Pellicano dette nel Duomo di Reggio Calabria, Reggio, Siclari, 1878.
- Paolo Pellicano, S. Paolo a Reggio: dissertazione del canonico Pellicano, Reggio di Calabria, Pe' tipi del Reale Orfanotrofio, 1855.
- Paolo Pellicano, Elogio funebre scritto in morte del Sommo Pontefice Gregorio XVI.
- Paolo Pellicano, La pesca del pesce spada : epistola, Reggio, tipografia del Real Orfanotrofio Provinciale, 1843.
- Paolo Pellicano, Elogio funebre del cavaliere Francesco Plutino da Reggio, Reggio, Tip. del Reale Orfanotrofio provinciale, 1841.